# Evening Shade (televisieserie)
Evening Shade is een Amerikaanse comedyserie. Hiervan werden 100 afleveringen gemaakt die oorspronkelijk van 21 september 1990 tot en met 23 mei 1994 werden uitgezonden op CBS.
Evening Shade werd genomineerd voor zes Golden Globes, waarvan acteur Burt Reynolds die voor beste hoofdrolspeler in een comedyserie in 1992 daadwerkelijk won. Daarnaast werd de serie genomineerd voor negen Primetime Emmy Awards, waarvan Reynolds in 1991 die voor beste hoofdrolspeler won en Michael Jeter in 1992 die voor beste bijrolspeler.

## Uitgangspunt
Na een carrière als professioneel Americanfootballspeler voor de Pittsburgh Steelers, keert Wood Newton samen met zijn vrouw Ava terug naar het landelijke plaatsje Evening Shade, waar hij opgroeide. Hier wordt hij coach van het onsuccesvolle football-team van de plaatselijke school, met wiskundeleraar Herman Stiles als zijn assistent.

## Rolverdeling
*Alleen castleden met verschijningen in 75+ afleveringen vermeld
- Burt Reynolds - Wood Newton
- Marilu Henner - Ava Evans Newton
- Michael Jeter - Herman Stiles
- Charles Durning - Harlan Elldridge, de plaatselijke dokter
- Ann Wedgeworth - Merleen Elldridge, Harlans vrouw
- Jay R. Ferguson - Taylor Newton
- Jacob Parker - Will Newton
- Ossie Davis - Ponder Blue, de eigenaar van de plaatselijke eettent
- Elizabeth Ashley - Freida Evans, Ava's zus
- Hal Holbrook - Evan Evans, Ava's vader
- Charlie Dell - Nub Oliver, de krantenjongen